# Зорка Грандов
Зорка Грандов (Грдановци, 6. март 1947 — Барселона, 18. септембар 2021) била је српски доктор економских наука, професор емеритус и списатељица.

## Образовање
Основне студије је завршила 1969. године на Економском факултету Универзитета у Београду. Магистарски рад (Систем финансијских токова у Југославији-методолошка и емпиријска анализа за период од 1966. године) је одбранила на истом факултету. Докторску дисертацију (Робно финансијски токови основа трајне сарадње производње и трговине) је 1987. године одбранила на Економском факултету у Суботици Универзитета у Новом Саду.

## Каријера
Каријеру је започела у привреди 1970. године. Од 1986. каријеру наставља у Привредној комори Београда и Министарству трговине СФРЈ. Од 1992. године је директор павиљона Југославије на изложби ЕXПО 92 у Севиљи.
Након тога се бави професуром на више универзитета у Србији, Босни и Херцеговини и Шпанији. Била је ментор на више десетина дипломских, магистарских и мастер радова као и докторских дисертација.
Учествовала је у конципирању, изради и реализацији више научно-истраживачких и развојно стручних примењених пројеката. У току универзитетске каријере је у више наврата била на студијским боравцима и конференцијама у иностранству, попут Светског конгреса о понашању потрошача у Сантијагу де Чилеу 1997. године. У оквиру научно-привредне делегације је боравила у Сеулу у Јужној Кореји, исте године. Боравила је и у академској размени у Сингапуру 2001. године.
Такође је аутор, коаутор, предавач и организатор образовних програма у београдској школи трговине при Привредној комори Београда. Од 2002. године је члан Научног друштва економиста.
Од 2011. године је главни и одговорни уредник часописа за економију и тржишне комуникације „EMC Review“. Од исте године је председник програмског одбора међународне научне конференције Economic development and Standard of living EDASOL, која се сваке годне одржава у Бања Луци.
Председник је програмског одбора међународне научне kонференције Моћ комуникације POWERCOMM у Београду, која се одржава од 2012. године.
Радила је као руководилац и сарадник на акредитацији студијских програма и установа: Универзитета Браћа Карић (данашњи Алфа универзитет), Универзитета Унион, Универзитета Привредна академија и Високе струковне школе за тржишне комуникације. У Босни и Херцеговини изабрана је за међународног стручњака за оцену и ревизију квалитета за акредитацију високошколских установа.

## Писање
Зорка Грандов је објавила преко сто радова значајних за развој научне области међународне и пословне економије у међународним и домаћим научним часописима и зборницима радова са рецензијама. Аутор је више уџбеника и књига из области трговинског пословања, економске глобализације и међународног бизниса.
Осим стручних радова, написала је и аутобиографију „Пешак у беспућу“.

### Књиге
- Грандов, З.: Југословенска трговина у тржишној привреди, ИПЦ-ЈУ, Београд, 1990.
- Грандов, З.: Спољнотрговинско пословање, прво издање, Трговачко друштво БТО, Београд, 1997. ID 58244364
- Грандов, З.: Трговинско пословање, Трговачко друштво БТО, Београд, 2000., ID 88487948
- Грандов, З.: Преговарање у међународном бизнису, Трговачко друштво БТО, Београд. . 2004. ISBN 978-86-905115-1-8. Недостаје или је празан параметар |title= (помоћ)
- Грандов, З.: Спољнотрговинско пословање у глобалном окружењу, Трговачко друштвоБТО, Београд. . 2004. ISBN 978-86-905115-0-1. Недостаје или је празан параметар |title= (помоћ)
- Грандов З.: Међународни бизнис и трговина, Трговачко друштво БТО, Београд. . 2009. ISBN 978-86-905115-4-9. Недостаје или је празан параметар |title= (помоћ)
- Грандов З.: Међународна економија и глобализација, Трговачко друштвоН БТО, Београд. . 2009. ISBN 978-86-905115-3-2. Недостаје или је празан параметар |title= (помоћ)
- Грандов, З. Ђокић, М.: Стратегије планирања и буџетирање, Трговачко друштвоБТО, Београд, (Научна књига). . 2010. ISBN 978-86-905115-6-3. Недостаје или је празан параметар |title= (помоћ)
- Грандов, З. Ђокић, М., Лакета, М: Планирање и буџетирање, Трговачко друштвоБТО, Београд, (Научна књига). . 2011. ISBN 978-86-905115-8-7. Недостаје или је празан параметар |title= (помоћ)
- Грандов, З. Ђокић, М.: Трговински маркетинг менаџмент, Трговачко друштво БТО, Београд, (Научна књига). . 2011. ISBN 978-86-905115-7-0. Недостаје или је празан параметар |title= (помоћ)
- Грандов З., Ђокић М.: Трговински маркетинг менаџмент, Паневропски универзитет Апеирон, Бања Лука. . 2012. ISBN 978-99955-49-99-2. Недостаје или је празан параметар |title= (помоћ)
- Грандов З., Ђокић М.: Међународни бизнис и трговина, Паневропски универзитет Апеирон, Бања Лука. . 2012. ISBN 978-99955-49-98-5. Недостаје или је празан параметар |title= (помоћ)

### Часописи
- Грандов, З., Видас-Бубања, М.: Економски односи у региону, у светлу повећања извоза, Економски анали, тематски број/10/2002., Београд
- Грандов, З., Видас-Бубања, М.: Транзиција тржишних институција – две године после, Економски анали, тематски број/01/2003., Београд
- Грандов, З.: Царински систем и стопе као подстицај спољнотрговинској размени, Економски анали, тематски број/09/2003., Београд
- Грандов, З.: Спољнотрговински дефицит и процес стабилизације и придруживања СЦГ Европској унији, Економски анали, тематски број/09/2004., Београд
- Грандов, З.: Трговинска политика и процес стабилизације и придруживања ЕУ, Економски анали, тематски број/04/2005., Београд
- Грандов, З.: Економска кретања у Београду индикација за Србију, Економски анали, тематски број/12/2003., Београд
- Грандов, З.,Ђокић, М.:Значај инвестиционог окружења за пласман сраних директних инвестиција«, Право-теорија и пракса ,7-8/ 2010, Нови Сад. стр. 23-38 UDK 339.727.22(4) BIBLID:0352-3713(2010);26;(7-8): 23-37
- Грандов, З.,Ђокић, М.: Оглашавање и заштита потрошача, Право-теорија и пракса ,11-12/ 2009, Нови Сад. стр. 67- 79, UDK 336.5 BIBLID:0352-3713(2009);26;(11-12):67-79
- Грандов, З., Огризовић, Ж., Ђокић, М.: Small and medium enterprises management, Зборник радова, FIMEK, 2. стр. 36-41., ISSN 1820-9165, UDK 65.017.2/.32
- Грандов З., Јовановић Р.: Заштита потрошача - компаративна анализа србије и суседних земаља, Часопис за економију и тржишне комуникације EMC Review, Бања Лука, 2011. UDK:33, ISSN 2232-8823. стр. 9-27
- Грандов З., Станков Б., Ђокић М.: Примена статистичке методе линеараног тренда на израчунавање вредности улазних токова СДИ у Србији и Хрватској, Часопис за економију и тржишне комуникације EMC Review, Година III, број II, (2013). стр. 164-178
- Грандов З., Станков, Б., Рогановић М.: Упоредна анализа фактора који подстичу иностране инвеститоре на директна улагања у Србији и Румунији, Висока пословна школа Нови Сад, Школа бизниса, научно-стручни часопис, 2014. ISSN 145165551 Parameter error in {{issn}}: Invalid ISSN.. стр. 141-169
- Грандов З., Станков Б., Ђокић М.: Истраживање задовољства потрошача услугама Делхаизе групе у Србији, EMC Review, Година V, број II, 2015. ISSN 2232-8823. стр. 168-193